# Poggio Torriana
Poggio Torriana är en ort och kommun i provinsen Rimini i regionen Emilia-Romagna i Italien. Kommunen hade 5 227 invånare (2018).
Kommun bildades den 1 januari 2014 genom en sammanslagning av de tidigare kommunerna Poggio Berni och Torriana.